# ایوانا میلیچویچ
ایوانا میلیچویچ (انگلیسی: Ivana Miličević؛ تلفظ صربی-کرواتی: [ǐʋana milǐ:t͡ʃevit͡ɕ]؛ زادهٔ ۲۶ آوریل ۱۹۷۴) هنرپیشه و مانکن اهل ایالات متحده آمریکا است.

## فیلم‌ها
- درست مثل بهشت
- کازینو رویال
- در واقع عشق
- دویدن از ترس
- زیر رنگ آبی
- جری مگوایر
- سقوط‌کرده
- نزاع در سیاتل
- الوها
- بانشی
- در موقعیت او
- عشق حقیر
- حفاظت بی‌شعور